# Dolly Dolores
Dolores Huremovic, känd som Dolly Dolores, född 1 augusti 1990 i Bosnien, är en svensk sångerska.
Dolly Dolores fick sitt genombrott 2014 med singlarna "Dansa!" och "På måndag börjar jag igen" som spelades flitigt i Sveriges radio P3 och P4 som också resulterade i medverkan i bland annat Moraeus med mera i SVT och som utmanare i svensktoppen. På låten spelar instrumentalister från band som The Ark, Eggstone och The Cardigans. 
Hon har även medverkat i barnprogrammet Dilemman med Doreen på SVT Barnkanalen och som körsångerska i Melodifestivalen.
2024 blev hennes låt ”Dancin’” samplad av kanadensiska producenten Dave Hamelin som arbetat med världsartister som Beyoncé och 070 Shake.
Hon har även släppt musik med medlemmar från The Ark som har bandet Stereo Explosion. 2017 gästade hon deras låt ”Outta here”.

## Diskografi
- 2010 Dolly Dolores - Pack Your Bags, Singel.
- 2010 En röst för de glömda barnen - Ta min hand, sång till stöd för SOS barnbyar[2]
- 2012 Dolly Dolores- The Load, Singel
- 2014 Dolly Dolores- Dansa!, Singel
- 2014 Dolly Dolores- På måndag börjar jag igen, Singel
- 2015 NGHT- Redefine Singel[3]
- 2021 Dolly Dolores- Dream, Singel
- 2021 Dolly Dolores- True love, singel
- 2022 Dolly Dolores - Night time, singel